# Buzgár
A buzgár árvíz során a töltések mentett oldalán megjelenő vízfeltörés. A buzgár alulról felfelé irányuló szivárgásból alakul ki, és magával viszi a vízáteresztő réteg finom szemcséjű anyagát. A magyar folyók mentén, árvíz esetén gyakori jelenség.

## Etimológia
Maga a szó a buzog igéből származik és az -ár, szláv eredetű névszóképzővel jön létre.

## Keletkezése
A buzgár kialakulásának oka a gát két oldalán levő vízszintkülönbség okozta víznyomás. Az árvízi oldal nyomása a másik oldal talajvízét is emeli (közlekedőedények elve) amennyiben a gát nem megfelelően akadályozza a vízmozgást illetve a rágcsálók, férgek által kisebb-nagyobb károsodások utat biztosítanak a víz útjának.

## Kezelése
A buzgárt mindenképpen el kell szigetelni, a mentett oldalon zsákokkal körbevéve, ellennyomást kialakítva. A buzgár elhanyagolása belvízi károkhoz, de akár gátszakadáshoz is vezethet.